# 新人民軍
新人民軍是菲律賓國內的一支反政府武装，隶属于菲律賓共產黨，致力于反对菲律宾政府的武装斗争。新人民军成立于1969年3月29日，最初的发起人包括何塞·马利亚·西松和贝尔纳维·布斯盖诺。目前被菲律賓、美國、欧盟、日本及新西兰列為恐怖組織。

## 前身
1920年代，菲律宾農民與農村問題嚴重，共产主义勢力應運而生。問題最嚴重的呂宋中部是共产主义勢力最強的地區。1930年，路易斯·塔魯克與何塞·拉瓦成立了親苏联的菲律賓共產黨。
第二次世界大戰菲律宾抗日战争中，菲律賓共產黨於1942年組織了抗日人民军（也称为虎克军），以游擊戰對抗日本。二戰後，菲共於1950年将其改名为人民解放軍（但习惯上仍称虎克军）。
1950年代，當時之國防部長（1953年成為總統）拉蒙·麥格塞塞有效的鎮壓綏靖虎克軍。麥格塞塞了解虎克軍支持者背後之社會困境，所以設法提高武裝部隊素質，一方面與虎克軍作戰，一方面設法改善軍民關係，為政府拉攏鄉村與虎克軍較外圍的士兵。虎克軍逐漸失去武力與群眾基礎，1954年，舊一代領袖包括塔魯克與拉瓦都投降被捕。麥格塞塞將一些虎克軍士兵「安置」到南部棉蘭老島等地。如此雖然維持當時的安定，卻也造成當地摩洛人的問題。

## 历史
何塞·马利亚·西松在1968年另立親北京的新的菲律賓共產黨。1969年3月29日，以贝尔纳维·布斯盖诺的团体为基础成立新人民軍，進行游擊戰。从约35名成员、仅10支步枪，到1980年代增长至约26,000名成员，新人民军在菲律宾全国活动。
在1970年代新人民軍出現兩大轉變。一是當時中國在鄧小平實用政策下停止「輸出革命」，新人民軍立場因而由親中轉向菲律賓民族主義。二是馬可仕總統執政後，以左派人士威脅國家為由宣布戒嚴。期間馬可仕縱容親信貪腐，引起廣大不滿，新人民軍勢力因而迅速擴張。新人民軍在政府無法控制的地方收稅治理，並與摩洛民族解放阵线合作。政治上則以民族主義為立場，反對日本投資、以經濟為由排斥華裔菲律賓人、並且反對美國干涉。

### 1985年大選
在1985年大選中，菲律賓共產黨通过新爱国联盟參選。1986年，柯拉蓉當選總統。柯拉蓉總統任內曾和菲律賓共產黨進行和談，未果。另一方面，菲律賓武裝部隊部分軍官因為強烈反對和談與其他原因，於1987年8月28日發動兵變。兵變雖未成功，但對新人民軍和談因此停止。在此期間，新人民軍也開始攻擊美軍。

### 2001年後
2001年九一一襲擊事件後，美國加強反恐政策，將新人民軍列為恐怖組織。新人民軍與菲律賓政府軍衝突不斷，同時阿罗约政府也一直在歐洲與菲律賓共產黨代表進行斷斷續續的和平談判。
2013年1月，新人民軍取消與政府的停火協議。約有3,500名新人民軍武裝分子主要在菲律宾鄉村、山區等地進行反政府活動。
菲律賓總統罗德里戈·杜特蒂2016年上任後，致力于推動政府與菲共之間的和平談判，但和談時斷時續。

## 武器情形
与大多数共产党军队一样，新人民军的装备以苏式武器体系为主，以轻武器、少量轻型火炮和各型汽车为主，多半来自中國、越南、苏联，还有少量来自朝鲜和其他东欧国家。其中苏联、朝鲜和其他东欧国家并未直接供应任何武器（新人民军组建于中苏交恶、文革开始之后的1969年，此时苏联实行对美缓和政策承认菲律宾政府），因此其事实上的武器供应国仅为中国以及当时与中国关系紧密的越南。其中中国为获得苏联军事援助数量最多的国家，后虽与苏联关系交恶，但仍时常有军事交流存在，依然可以购买到当时的新型苏制现役常规武器；越南则因越南战争而获得中国和苏联、朝鲜及东欧各国提供的大量军事援助，因此两国曾有较为充足的武器和弹药供应新人民军；另有缴获自菲律宾政府军的美式、以色列制和德式武器。

## 状况
2002年8月9日，新人民军被美国国务院指定为外国恐怖主义组织。
新人民军战士接受退伍军人的战斗训练和毛主义意识形态培训三大纪律八项注意，以及《尊重人权和国际人道主义法的全面协定》。新人民军部队的一个单位一般由15至30名战斗人员组成。另有由50至60名战斗人员组成的特别武装单位。新人民军与摩洛民族解放阵线和棉兰老莫洛伊斯兰教解放阵线建立了不完全的联盟，使其部队能够通过对方的领土。